# Johannes van Damprijs
De Johannes van Damprijs is een internationale oeuvreprijs die sinds 2012 wordt uitgereikt door Allard Pierson en Stichting Gastronomische Bibliotheek aan een persoon die zich buitengewoon verdienstelijk heeft gemaakt voor de verspreiding van de kennis van de internationale gastronomie. De prijs is vernoemd naar Johannes van Dam (culinair) journalist en schrijver. 

## Uitreiking
De winnaar wordt bepaald door een jury. In de eerste jury zat Johannes van Dam zelf. Van 2013-2018 is de jaaraanduiding het jaar voorafgaande aan de prijsuitreiking. Vanaf 2019 valt de jaaraanduiding samen met het jaar van de uitreiking. Vanaf 2022 wordt de prijs om het jaar in februari uitgereikt.
De prijs werd de eerste jaren in november uitgereikt na afloop van de eerste dag van het Amsterdam Symposium on the History of Food. Van 2018 tot 2022 vond tegelijk de uitreiking van  de Joop Witteveenprijs plaats. 

## Winnaars
- 2024 Asma Khan, Indiaas-Britse kok, kookboekenschrijver en restauranteigenaar [1]
- 2022 Jeroen Meus, Belgisch tv-kok[2]
- 2019 Alain Passard, Franse chef-kok
- 2017 Alice Waters, Amerikaanse chef-kok en activiste[3]
- 2016 Yotam Ottolenghi, Israëlisch-Britse, schrijver en chef-kok.[4]
- 2015 John Halvemaan, kok[5]
- 2014 Carlo Petrini, schrijver en uitgever voor o.a. zijn werk voor de internationale organisatie Slow Food en zijn protest tegen de opening van een nieuwe McDonald's-vestiging in Rome.[6]
- 2013 Harold McGee, schrijver[7]
- 2012 Claudia Roden, Egyptisch-Britse kookboekenschrijfster[8]